# Papiermühler Bach
Der Papiermühler Bach, in seinem Oberlauf auch Städtgesmühler Bach genannt, ist ein fast 3 Kilometer langes Fließgewässer in der bergischen Großstadt Solingen. Es handelt sich um einen westlichen und orographisch rechten Nebenfluss der Wupper, der nach dem Solinger Ortsteil Papiermühle benannt ist.

## Geographie

### Quelle und Verlauf
Der Papiermühler Bach entspringt in einer Quelle unterirdisch in der Parkanlage Maltesergrund im Osten der Solinger Innenstadt innerhalb des Stadtbezirks Solingen-Mitte. In der amtlichen Gewässerkarte ist die Quelle in Höhe des Amtsgerichts Solingen verzeichnet. Der Papiermühler Bach entwässert dabei die östlichen Teile der Solinger Hochfläche in Richtung der Wupper.
Nach seiner Quelle verläuft der Bach in südöstliche Richtung, ehe er nach dem Bahndamm der Korkenziehertrasse südlich der Unterführung Dorper Straße an die Oberfläche tritt. Er folgt dem Verlauf der Straße Hippergrund in östlicher Richtung und passiert die Grünanlage Gustav-Coppel-Park. Am Kannenbrühl nimmt er das Wasser aus dem Theegartener Bach auf und fließt sodann in nordöstlicher Richtung durch das bewaldete Städtgesmühler Bachtal. Südlich von Altenbau ändert sich die Fließrichtung nach Osten. Dank zahlreicher kleiner Siefen, die die Hasseldelle und den Theegartenberg entwässern, zeigt sich der Papiermühler Bach in diesem Abschnitt sehr wasserreich. Daher sind im Unterlauf des Baches mehrere Überlaufflächen und Teiche zu finden, östlich von Sturmsloch verbindet sogar ein Überlauftunnel den Bach mit der Wupper im Norden. Schließlich fließt der Bach unterirdisch durch den namensgebenden Ort Papiermühle und mündet nach einer Wupperschleife von rechts in die Wupper.

### Zuflüsse
Aufgeführt sind alle Zuflüsse des Papiermühler Bachs, die in der amtlichen Gewässerkarte der Stadt Solingen mit eigenem Namen eingezeichnet sind:
- Theegartener Bach (rechts)
- Meigener Bach (rechts)
- Klauberger Bach (links)
- Theegartener Siefen (rechts)
- Altenbauer Bach (links)
- Papiermühlensiefen (links)
- Theegartenberger Siefen (rechts)

## Namensgebung
Der Bach ist nach der alten Hofschaft Papiermühle benannt, bei der er in die Wupper mündet. Sein Oberlauf wird auch als Städtgesmühler Bach bezeichnet, abgeleitet von der ehemaligen Wassermühle Städtgesmühle. Weitere bekannte Namen lauten Papiermühlenbach, Mennenwipper und Breidbacher Bach.

## Geschichte
Der Papiermühler Bach galt seit jeher als sehr wasserreiches Fließgewässer, so dass seine Wasserkraft intensiv für den Antrieb von Wassermühlen (insbesondere Schleifkotten) genutzt wurde. In dem Kartenwerk Topographia Ducatus Montani von Erich Philipp Ploennies, Blatt Amt Solingen, sind bereits elf Schleifkotten und eine Mühle (= Städtgesmühle) an dem Bach verzeichnet. Die Schleifkotten lagen allesamt am Unterlauf des Baches zwischen Altenbau und Papiermühle. Diese Schleifkotten wurden nicht nach den Namen ihrer Eigentümer benannt, sondern mit römischen Zahlen von I. bis IX. durchnummeriert. Von den dortigen Schleifkotten ist auch die spätere Ortsbezeichnung Papiermühlenbach abgeleitet.
Die intensive Nutzung der Wasserkraft endete am Papiermühler Bach mit dem Zeitalter der Dampfschleifereien um die Wende zum 20. Jahrhundert. Einige der Kotten wurden für den Bau einer Kläranlage bei Altenbau abgerissen. Heute existiert keiner der damals bis zu elf Schleifkotten mehr.
Das Papiermühler Bachtal wurde 2006 in seinem Verlauf von Kannenbrühl bis zur Mündung als Teil des Landschaftsschutzgebietes Wupperengtal im Solinger Landschaftsplan erfasst.